# 二万坪駅
二万坪駅（にまんだいらえき）は、台湾嘉義県阿里山郷にある阿里山森林鉄路阿里山線の駅。

## 概要
標高は2,000メートル。日治時代より周辺で伐採された樹木の集積場所として活用されており、その平地面積を実際に測定すると20,000坪だったことから命名に至った。
現在は度重なる災害で実測面積は4,000坪あまりとなっている。

## 駅構造
木造単式ホーム1面1線の地上駅。開業当時はデルタ線と機関車庫を備えていた。

## 利用状況
2017年の運行再開時は阿里山駅始発の週1便のクルージング列車が停車第一分道駅で折り返し、祝山線祝山駅に向かう。

## 駅周辺
- 中国青年救国団阿里山青年活動センター
- 二萬坪風景区
  - 二宮英雄殉職碑 - 1912年1月8日に当路線建設時の測量作業中に倒木が直撃して殉職した日本人技師の慰霊碑[2]。享年37歳。1913年7月設置、
  - 進藤熊之助殉職紀念碑 - 1913年2月11日に屏遮那駅付近で乗務中の試運転列車が脱線し殉職した日本人技師の慰霊碑。享年41歳。1915年8月に嘉義公園に設置、1935年に当地に移された[2]。
  - 従七位進藤熊之助君殉職碑 - 進藤と同時に殉職した部下7名の慰霊碑。1915年設置[3]。

## 歴史
- 1912年10月1日 - 開業。
- 1914年 - 当駅から沼平駅（旧阿里山駅）まで延伸開業。
- 1999年9月21日 - 921大地震で不通に。
- 2009年8月8日 - 八八水害により再度不通に。
- 2017年7月3日 - 第一分道駅までの区間の復旧に伴い当駅も再開。デルタ線も活用されることになる[4][5][6][7]。

## 隣の駅
阿里山森林鉄路
■阿里山線（神木線）
第一分道駅 - 二万坪駅  - 神木駅